# Joanna de Penthievre
Joanna (ur. 1319, zm. 10 września 1384), hrabina de Penthievre, księżna Bretanii, jedyne dziecko Gwidona, hrabiego de Penthievre, młodszego brata księcia Bretanii Jana III, i Joanny, córki Henryka IV, pana d'Avaugour.

## Życiorys
4 czerwca 1337 r. poślubiła w Paryżu Karola de Blois (1319 - 29 września 1364), syna Gwidona I, hrabiego Blois, i Małgorzaty, córki Karola I, hrabiego de Valois. Małżonkowie mieli razem trzech synów i dwie córki:
- Maria (1343 - 12 lipca 1404), pani de Guise, żona Ludwika I, księcia Andegawenii
- Jan I (5 lutego 1345 - 16 stycznia 1404), hrabia de Penthievre
- Gwidon
- Henryk (zm. ok. 1400)
- Małgorzata, żona Karola de la Cerda

W 1341 r. zmarł książę Jan III. Nie pozostawił po sobie potomstwa wskutek czego doszło do wojny o sukcesję bretońską. Zbiegła się ona z początkiem wojny stuletniej między Anglią i Francją. Joanna i jej mąż zyskali poparcie króla Francji Filipa VI (wuja Karola de Blois), natomiast Anglicy poparli Jana de Montfort, młodszego brata przyrodniego ojca Joanny. Wojna trwała przez ponad 20 lat. W 1364 r. Karol zginął w bitwie pod Auray. Rok później Joanna, na mocy traktatu w Guérande, zrzekła się praw do Bretanii na rzecz Jana V, syna Montforta.
Od śmierci ojca w 1331 r. była suo iure hrabiną Penthievre.
Zmarła w 1384 r.